# لغزش

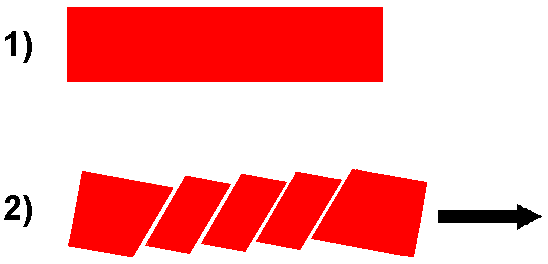
نمایش شماتیک فرآیند تغییر شکل پلاستیک توسط لغزش در اثر اعمال نیروی کششی

لغزش (به انگلیسی: Slip) فرآیندی است که طی آن تغییر شکل پلاستیک در مواد توسط حرکت نابجایی‌ها ایجاد می‌شود. با مشاهده لغزش نمونه‌های مختلف دیده شده‌است که لغزش همواره بر روی صفحات کریستالی خاصی که به صفحات لغزش شناخته می‌شوند و همچنین در جهات خاصی در این صفحات که به جهات لغزش شناخته می‌شوند اتفاق می‌افتد. به مجموع یک صفحه و یک جهت لغزش یک سیستم لغزش می‌گویند. با توجه به نوع شبکه کریستالی سیستم‌های لغزش مختلفی در مواد دیده می‌شود. این صفحات لغزش، صفحات متراکم شبکه کریستالی (صفحاتی با بیشترین تعداد اتم بر واحد سطح) و جهات کریستالی نیز جهات متراکم (جهاتی با بیشترین تعداد اتم بر واحد طول) می‌باشند. بزرگی و جهت یک سیستم لغزش به وسیلهٔ بردار برگرز نشان داده می‌شود. لغزش یکی از مهم‌ترین مکانیزم‌های تغییر شکل پلاستیک می‌باشد. برای کمینه کردن تنش پیرلز-نابارو لغزش غالباً در صفحات بلوری با دانسیته اتمی حداکثر و نیز در جهات فشرده که دارای کمترین فاصله تعادلی بین‌اتمی است، انجام می‌گیرد.

## سیستم‌های لغزش
| تعداد سیستم لغزش | جهت لغزش | صفحه لغزش |     |
| ---------------- | -------- | --------- | --- |
| 12               | <110>    | {111}     | FCC |
| 12               | <111>    | {110}     | BCC |
| 12               | <111>    | {112}     | BCC |
| 24               | <111>    | {123}     | BCC |
| 3                | <11-20>  | {0001}    | HCP |

### کریستال های FCC

یک سلول واحد از مواد Fcc.

لغزش در کریستال‌های FCC در طول صفحات متراکم رخ می‌دهد. به طور خاص، صفحه لغزش از نوع {111}، و جهت از نوع <۱10> است. در نمودار سمت راست، صفحه و جهت خاص (111) و [۱10] بود.
با توجه به انواع صفحات و جهات لغزش، کریستال های Fcc دارای 12 سیستم لغزش هستند. در شبکه fcc، نرم بردار برگرز، b، با استفاده از معادله زیر محاسبه می‌شود:
{\displaystyle |b|={\frac {a}{2}}|\langle 110\rangle |={\frac {a{\sqrt {2}}}{2}}} 
a ثابت شبکه ی سلول واحد است.

### کریستال های BCC

یک سلول واحد از مواد BCC.

جابه‌جایی در کریستال‌های BCC در طول صفحه‌ای که دارای کوتاه‌ترین بردار برگرز است رخ می‌دهد؛ بااین‌حال، برخلاف FCC، هیچ صفحه متراکمی در ساختار بلوری BCC وجود ندارد. بنابراین، سیستم لغزش در BCC برای فعال شدن نیاز به گرما دارد.
برخی از مواد (به عنوان مثال α-Fe) می‌توانند تا 48 سیستم لغزش داشته باشد. شش صفحه لغزش از نوع {110} وجود دارد، هر کدام با دو جهت <111> (12 سيستم). 24 {123} و 12 {112} صفحه با یک جهت <111> وجود دارد (36 سیستم در مجموع 48). درحالی‌که صفحات {123} و {112} در انرژی فعال‌سازی با {110} دقیقا یکسان نیستند، ولی آنقدر نزدیک هستند که برای همه اهداف می توان آنها رایکسان فرض کرد. در نمودار سمت راست صفحه و جهت لغزش به ترتیب عبارتند از (110) و [۱11].
{\displaystyle |b|={\frac {a}{2}}|\langle 111\rangle |={\frac {{\sqrt {3}}a}{2}}} 

### کریستال‌های HCP
لغزش در فلزات  HCP بسیار کمتر از ساختار بلوری BCC و FCC است. معمولا، ساختارهای کریستال HCP روی صفحه {0001} در جهت <11۲0> لغزش می کنند. فعال شدن سایر صفحات لغزش به پارامترهای مختلف بستگی دارد، به عنوان مثال نسبت c/a. از آنجا که تنها 2 سیستم لغزش مستقل در صفحات اصلی وجود دارد، برای تغییر شکل دلخواه پلاستیکی، لغزش اضافی یا سیستم دوقلویی باید فعال شود. این امر به طور معمول نیازمند تنش برشی بسیار بیشتری است و منجر به رفتار ترد پلی کریستال های HCP می شود.
کادمیوم ، روی ، منیزیم ، تیتانیوم و بریلیم دارای یک صفحه لغزش در {0001} و جهت لغزش <11۲0> اند، درنتیجه بسته به جهت گیری، دارای 3 سیستم لغزش اند. (به یاد داشته باشید که یک سیستم لغزش ترکیبی از یک صفحه لغزش و یک جهت لغزش است) ترکیبات دیگر نیز ممکن الوقوع اند.
در کریستالها دو نوع نابجایی وجود دارد که می تواند موجب لغزش شود، نابجایی لبه ای و نابجایی پیچی. نابجایی های لبه ای، بردار برگرزی عمود بر خط نابجایی دارند. در حالی که در نابجایی های پیچی، بردار برگر موازی با خط نابجایی است. نوع نابجایی های ایجاد شده به طور عمده بستگی به جهت افشار اعمال شده، دما و عوامل دیگر دارد. نابجایی های پیچی به راحتی می توانند از یک صفحه به صفحه دیگر لغزش متقاطع کنند، اگر صفحه ی دیگر شامل جهت بردار برگرز باشد.

## لغزش و پلاستیسیته
تا دهه 1930، یکی از چالش‌های پایدار علوم مواد، توضیح پلاستیسیته در شرایط میکروسکوپی بود. تلاشی ساده برای محاسبه تنش برشی که در آن صفحات اتمی مجاور در یک کریستال بی نقص روی هم می‌لغزند پیشنهاد می‌کند که برای یک ماده با مدول برشی G، مقاومت برشی τ متر تقریبا برابر است با:
مدول برشی در فلزات معمولا در محدوده 20000 تا 150000 مگاپاسکال است. تطابق دادن این اعداد با تنش برشی 0.5 تا 10 MPa که در آزمایش‌ها باعث تغییر شکل پلاستیک می شود، دشوار است.
در سال 1934، Egon Orowan ، مایکل Polanyi و GI تیلور ، تقریبا به طور همزمان متوجه شد که تغییر شکل پلاستیک می تواند با نظریه نابجایی توضیح داده شود. نابجایی ها می توانند حرکت کنند اگر اتم‌های یکی از صفحات مجاور پیوند‌های خود را شکسته و با اتم‌های منتهی به لبه تشکیل پیوند مجدد دهند. در واقع، یک نیم صفحه اتم در پاسخ به تنش برشی، به وسیله شکستن یک خط پیوند و تشکیل پیوند مجدد، حرکت می کند. انرژی لازم برای شکستن یک پیوند تک بسیار کمتر از انرژی لازم برای شکستن همزمان تمام پیوند‌ها در یک صفحه اتمی است. حتی این مدل ساده از نیروی مورد نیاز برای حرکت یک جابجایی نشان می دهد که پلاستیسیته ممکن است در تنش‌های بسیار پایین تر از یک کریستال کامل رخ دهد. در بسیاری از مواد، به خصوص مواد نرم، نابجایی‌ها "حامل" تغییر شکل پلاستیک هستند، و انرژی مورد نیاز برای حرکت آن‌ها کمتر از انرژی مورد نیاز برای شکستن ماده است. نابجایی ها باعث افزایش چکش خواری فلزات می شوند.
هنگامی که فلزات تحت کار سرد قرار می‌گیرند (تغییر شکل در دماهای نسبتا کم نسبت به دمای ذوب مطلق ماده، T m ، یعنی معمولا کمتر از 0.4   T m ) تراکم نابجایی به دلیل شکل گیری نابجایی های جدید افزایش می یابد. در نتیجه افزایش همپوشانی بین زمینه های تنش در ناحیه‌های مجاور، به تدریج مقاومت در برابر حرکت بیشتر نابجایی را افزایش می دهد. این موضوع باعث سخت شدن فلز پس از تغییر شکل می شود. این اثر به عنوان کرنش سختی یا کار سختی شناخته می شود. اشکال نابجایی در مرحله اولیه تغییر شکل یافت می شوند و به عنوان مرزهای نامشخص تعریف می شوند؛ روند بازيابي پویا در نهایت منجر به تشکیل یک ساختار سلولی حاوی مرزهایی با ناهماهنگی کمتر از 15 درجه (مرزهای دانه کم زاویه) می شود. علاوه بر این، اضافه کردن نقاطی که مانع حرکت جابجایی ها می شوند، مانند عناصر آلیاژی، می تواند زمینه های تنش ای را ایجاد کند که در نهایت ماده را تقویت می کند و نابجایی نیاز به تنش بیشتری برای ادامه حرکت پیدا می کند.
اثرات کرنش سختی که به وسیله انباشتگی نابجایی ها و ساختار دانه ای که در کرنش زیاد شکل می گیرند را می توان با عملیات حرارتی مناسب (بازپخت) حذف کرد، که این کار باعث بازگشت ماده و حالت اولش و همچنین تبلور مجدد آن می شود.
تکنیک های ترکیبی کار سختی و بازپخت به ما اجازه کنترل تراکم جابجایی، درجه گیر کردن نابجایی، و در نهایت استحکام تسلیم مواد را می دهند.

## انواع لغزش
- لغزش ساده
- لغزش متقاطع
  - لغزش متقاطع ساده
  - لغزش متقاطع مضاعف